# Jaume Peiró
Jaume Peiró i Arbonès, (parfois orthographié Jaime Peiró), né le 9 août 1931 à Barcelone, est un footballeur espagnol qui jouait au poste d'attaquant.

## Biographie
Jaume Peiró joue avec les juniors de Poble Sec et l'équipe amateur de Sant Andreu.
En 1950, il est recruté par le FC Barcelone. Il débute en match officiel le 4 mars 1951 face au Racing de Santander lors de la 23e journée du championnat d'Espagne (victoire 2 à 1). C'est son seul match de championnat avec le Barça. Avec le Barça, il joue un total de 10 matches, dont 3 officiels.
De 1951 à 1953, il joue avec l'España Industrial, qui est l'équipe réserve du FC Barcelone. Il joue ensuite la saison 1953-1954 dans les rangs du Sporting de Gijón.
De 1954 à 1958, il joue au Real Jaén. En 1958, il rejoint le Real Valladolid où il reste jusqu'en 1960.
Il joue la saison 1960-1961 avec le Xerez CD. Il joue ensuite la saison 1961-1962 avec Manresa. Il joue une dernière saison (1962-1963) avec Calella.
Le bilan de Jaume Peiró dans les championnats professionnels espagnols (première et deuxième division), s'élève à 157 matchs joués, pour 37 buts marqués. Il réalise sa meilleure performance lors de la saison 1954-1955, où il inscrit 12 buts en deuxième division.

### Hommage
Le 3 novembre 2014, le FC Barcelone rend hommage aux joueurs encore en vie du légendaire Barça des Cinq Coupes (saison 1951-1952). Jaume Peiró reçoit cet hommage aux côtés de ses anciens coéquipiers José Duró, Miguel Ferrer, Joaquín Tejedor et Gustavo Biosca.

## Palmarès
- Vainqueur de la Coupe d'Espagne en 1951 avec le FC Barcelone